# Chrysogorgia minuta
Chrysogorgia minuta är en korallart som beskrevs av Sôichirô Kinoshita 1913. Chrysogorgia minuta ingår i släktet Chrysogorgia och familjen Chrysogorgiidae. Inga underarter finns listade i Catalogue of Life.